# Marcial Fabricano
Marcial Fabricano Noe (San Lorenzo de Moxos, Bolivia; 10 de julio de 1953) es un líder indígena boliviano perteneciente al grupo étnico mojeño-trinitario. Fue el presidente de la Confederación de Pueblos Indígenas del Oriente Boliviano.Participó también elecciones generales de 1997 como candidato a la Vicepresidencia de Bolivia en representación del partido Movimiento Bolivia Libre (MBL), junto al economista chuquisaqueño Miguel Urioste Fernández de Córdova como candidato a la Presidencia de Bolivia. Ha asido parte de numerosas movilizaciones por los derechos de las naciones indígenas del norte y este de Bolivia.

## Biografía
Marcial Fabricano nació el 10 de julio de 1953 en la localidad de San Lorenzo de Moxos, perteneciente en la actualidad al municipio de San Ignacio de Moxos en la Provincia Moxos del Departamento del Beni. Desde muy niño, Fabricano se trasladó a vivir a la ciudad de Guayaramerin de donde salió bachiller el año 1970. Sirvió en roles de liderazgo comunitario a partir de 1983 y surgió como una voz principal junto a Ernesto Noe y Tomás Ticuasu en la Marcha por el Territorio y la Dignidad de 1990, organizada por la Confederación de Pueblos Indígenas del Oriente Boliviano. En el momento de la marcha, Fabricano era el jefe del Centro de Pueblos Indígenas de Beni.

### Elecciones nacionales de 1997
En 1997, Fabricano ofreció participar en elecciones nacionales para representar el movimiento indígena de tierras bajas; También buscó ocho escaños parlamentarios para los grupos indígenas de tierras bajas. Este movimiento causó controversia en el movimiento, que generalmente se ha mantenido alejado de la política de los partidos. Fabricano fue nominado como candidato a la vicepresidencia por el Movimiento Bolivia Libre, junto con el candidato presidencial Miguel Urioste. El partido sólo alcanzó el 3,0% de los votos en las elecciones generales celebradas el 1 de junio.